# Young Justice: Legacy
Young Justice: Legacy est un jeu vidéo de type action-RPG développé par Freedom Factory Studios et édité par Little Orbit, sorti en 2013 sur Windows, PlayStation 3, Xbox 360 et Nintendo 3DS.
Il est basé sur le dessin animé La Ligue des justiciers : Nouvelle Génération (Young Justice).

## Accueil
- IGN : 4,8/10 (PC, PS3, X360)[1]